# Джон Гоу
Джон Гоу (англ. John Gow; около 1698, Уик — 11 июня 1725) — знаменитый пират, чья короткая карьера была увековечена Чарльзом Джонсоном во Всеобщей истории грабежей и смертоубийств. О его жизни мало что известно, если не считать текста Даниеля Дефо, который многими считается недостоверным, отчёта о его казни и текста, опубликованного лишь в 1912 году потомком его пленителя Аланом Фэем.

## Ранняя жизнь
Гау, по всей видимости, родился в Уике, от отца Уильяма Гоу, купца, и матери Маргарет Колдер. Воспитывался в Стромнессе, на Оркнейских островах, где пошел в школу и научился мореплаванию.

## Пират
Участвовал в плавании из Лондона в Лиссабон и обратно, во время которого замышлял захватить контроль над судном, однако не нашел достаточного числа сторонников. По возвращении в Лондон, в августе 1724 года, о заговоре разошлись слухи, и Гоу пришлось бежать в Амстердам, где он поступил вторым помощником капитана на судно Caroline, приписанное к Санта-Крус-де-ла-Пальме.
После нескольких месяцев простоя в Санта-Крусе, 3 ноября 1724 года Caroline отправилась в Геную с грузом пчелиного воска, кожи и шерсти. Однако атмосфера на корабле была неспокойной. Экипаж жаловался на судовое питание, и обвинял капитана по фамилии Френо в ненадлежащем обращении. Недовольные недостаточным пропитанием члены экипажа перестали повиноваться некоторым приказам капитана. Капитан, понимая, что его приказы игнорируются, обратился к первому помощнику. Они решили оставить часть оружия в каюте для защиты в случае мятежа. К сожалению для капитана, двое заговорщиков на верхней палубе слышали их разговор.
Не зная, что Гоу был лидером мятежа, Френо приказал ему приготовить оружие для защиты экипажа. Поэтому мятежники решили действовать той же ночью. В десять часов вечера, после того, как половина экипажа ушла отдыхать после вечерней молитвы, на палубе раздались выстрелы. Френо, которому сказали, что кто-то упал за борт, подбежал к лееру, где Гоу ударил его ножом в шею и дважды выстрелил в живот, а другие заговорщики выбросили за борт. Ему удалось ухватиться за канат, свешивающийся с борта, но заговорщики, обнаружив это, перерезали канат, и капитан утонул. На следующее утро оставшуюся часть экипажа поставили перед выбором: последовать за своим капитаном или присоединиться к мятежникам. Все они остались на прежних позициях, а корабль был переименован в Revenge («Месть»).
В течение ближайших нескольких недель Revenge стала нападать на британские корабли в том районе. Первыми жертвами стали Delight (12 ноября) и Sarah (21 ноября). Экипажи обычно оставляли на произвол судьбы, хотя некоторым, сочтенным полезными, давали возможность присоединиться к экипажу Гоу. В течение следующих нескольких месяцев Гоу напал еще на несколько кораблей, курсировавших в этом районе.

## Пленение
После успешной пиратской карьеры в районе Пиренейского полуострова Гоу решил вернуться на Оркнейские острова. Его припасы были на исходе, и его разыскивали власти. Приехав в начале 1725, он принял себе имя г-н Смит, а корабль переименовал в George, выдал себя за богатого купца и даже ухаживал за некой мисс Гордон. В итоге его узнал купец, проплывавший мимо островов, и его истинная личность была раскрыта. По другим данным, некоторые из его заключенных бежали и уведомили власти. Вместо того, чтобы сдаться, Гоу и его люди 10 февраля 1725 года успешно совершили налёт на зал Клестрэйн, но когда попытались напасть на другой удаленный особняк, сели на мель на Каф-оф-Идей, где и были захвачены.

## Смерть
Согласно Ньюгетскому справочнику, когда Гоу повесили, тот никак не умирал. Чтобы облегчить его страдания, его друзья стали тянуть его за ноги, но от этого веревка просто порвалась, Гоу упал на землю, его подняли и повесили снова.
После смерти его тело (вместе с телами членов экипажа) было оставлено в Темзе. Потом тела засмолили и повесили на берегу реки, в назидание другим предполагаемым пиратам.

## В литературе
Даниэль Дефо написал вымышленную историю «Пират Гоу», или «Всеобщая история грабежей и смертоубийств». Гоу также послужил прототипом капитана Кливленда в романе Вальтер Скотта «Пират». Также он фигурирует в некоторых произведениях Джорджа Маккея Брауна.